# Chrissie Wellington
Christine Ann Wellington även känd som Chrissie Wellington, är en engelsk triatlet. Chrissie föddes den 18 februari 1977 i Bury St Edmunds och växte upp i Norfolk, Storbritannien. Hon har vunnit Ironman Triathlon World Championships fyra gånger (2007, 2008, 2009 och 2011) och är världsrekordhållare på Ironman-distansen. 

### Webbkällor
- Chrissiewellington.org